# خابی لیم
خابی لیم (انگلیسی: Khaby Lame؛ زادهٔ ۹ مارس ۲۰۰۰) شخصیت رسانه‌ای سنگالی-ایتالیایی است. او در تیک‌تاک و اینستاگرام فعالیت دارد. اکنون مقامات اداره ی مهاجرت آمریکا خابی را به علت نقض شرایط ویزا بازداشت و با پیشنهاد خروج داوطلبانه از کشور مواجه شد.

## حرفه
خابی لیم فعالیت خود را در آوریل ۲۰۲۰ در دوران همه‌گیری کرونا شروع کرد. او در ویدئوهای کوتاه کمدی خود با حالت چهرهٔ خاصی که دارد، به افرادی اشاره می‌کند که بی‌دلیل کارهای ساده را به شکل پیچیده انجام می‌دهند.
شمار دنبال کنندگان حساب تیک‌تاک او بیش از۱۴۳ میلیون نفر است و در اینستاگرام نیز بیش از ۷۸ میلیون نفر دنبال کننده دارد.
وی در فیسبوک نیز عضو است و در آنجا هم ویدیوهایی را آپلود کرده‌است.

## تصویر عمومی
تیلور لورنز و جیسون هوروویتز از نیویورک تایمز، موفقیت لیم را به «کیفیت جهانی برای همه افراد» نسبت می‌دهند و ظهور و شهرت او را متفاوت تر از بسیاری از ستاره‌های تیک‌تاک و «کاملاً ارگانیک» توصیف می‌کنند. سمیر چادری، بنیان‌گذار The Publish Press، یک خبرنامه با تمرکز بر اقتصاد پدیدآورنده، اظهار داشت که جذابیت لیم به این دلیل است که او «اصالت بر تولید» را نشان می‌دهد و «بیش از حد تلاش نمی‌کند». کریستینا فرز، بنیان‌گذار آژانس بازاریابی آمریکایی Thirty6Five، اظهار داشت: «عصبانیت او قابل ارتباط است و احساساتش جهانی است.» لیم افزایش شهرت خود را مدیون حالات طنزآمیز صورت و سکوتش دانسته‌است. از اکتبر ۲۰۲۱، ۸ مورد از ۲۵ ویدیوی پرطرفدار در تیک تاک متعلق به وی است.

## زندگی شخصی
خابی مسلمان است. لیم نامزدی خود را با زائرا نوچی در اکتبر ۲۰۲۰ اعلام کرد. از سال ۲۰۲۱، لیم به عنوان یک مهاجر با نامزد خود در میلان زندگی می‌کند. اگرچه او از دوران کودکی در ایتالیا زندگی می‌کند، اما هنوز پاسپورت یا شهروندی ایتالیایی ندارد و فقط تابعیت سنگالی دارد. او گفته‌است: «با احترام، برای اینکه خودم را ایتالیایی تعریف کنم، به یک تکه کاغذ نیازی ندارم». دارایی خالص او بین ۱٫۳ تا ۲٫۷ میلیون دلار تخمین زده می‌شود.